# قائمة المليارديرات الكينيين
وفيما يلي قائمة بأغنى أغنياء كينيا. ويستند هذا التصنيف إلى تقييم سنوي للثروات والأصول يتم تجميعه ونشره من قبل مجلة فوربس.
كينيا هي أكبر اقتصاد في مجموعة شرق إفريقيا, وثالث أكبر اقتصاد في إفريقيا جنوب الصحراء الكبرى, مع ناتج محلي إجمالي قدره 120.87 مليار دولار أمريكي اعتبارًا من عام 2020 ارتفاعًا من 70.539 مليار دولار أمريكي في عام 2017. تحتل كينيا المرتبة الثانية بعد جنوب أفريقيا ونيجيريا في تصنيف الناتج المحلي الإجمالي لدول أفريقيا جنوب الصحراء الكبرى.

## 2015
| المرتبة في كينيا | اسم                                   | عمر | المواطنة | صافي القيمة (بالدولار أمريكي) | مصادر الثروة                                                 | المرتبة في أفريقيا |
| ---------------- | ------------------------------------- | --- | -------- | ----------------------------- | ------------------------------------------------------------ | ------------------ |
| 1                | بهيمجي ديبار شاه [الإنجليزية] وعائلته | 84  | كينيا    | 0.7 مليار                     | معالجة الأغذية: (بيدكو أفريقيا [الإنجليزية])                 | 31                 |
| 2                | ناريندرا رافال [الإنجليزية]           | 58  | كينيا    | 0.4 مليار                     | الصلب والأسمنت: (مجموعة ديفكي [الإنجليزية], NCCL)            | 46                 |
| 3                | نوشاد ميرالي [الإنجليزية]             | 64  | كينيا    | 0.37 مليار                    | متنوع: (مجموعة سمير [الإنجليزية], إيرتيل كينيا [الإنجليزية]) | 48                 |

## 2014
| المرتبة في كينيا | اسم                                   | عمر | المواطنة | صافي القيمة (بالدولار أمريكي) | مصادر الثروة                                                 | المرتبة في أفريقيا |
| ---------------- | ------------------------------------- | --- | -------- | ----------------------------- | ------------------------------------------------------------ | ------------------ |
| 1                | بهيمجي ديبار شاه [الإنجليزية] وعائلته | 83  | كينيا    | 0.7 مليار                     | معالجة الأغذية: (بيدكو أفريقيا [الإنجليزية])                 | 33                 |
| 2                | نوشاد ميرالي [الإنجليزية]             | 63  | كينيا    | 0.55 مليار                    | متنوع: (مجموعة سمير [الإنجليزية], إيرتيل كينيا [الإنجليزية]) |                    |

## 2013
| المرتبة في كينيا | اسم                            | عمر | المواطنة | صافي القيمة (بالدولار أمريكي) | مصادر الثروة                                                 | المرتبة في أفريقيا |
| ---------------- | ------------------------------ | --- | -------- | ----------------------------- | ------------------------------------------------------------ | ------------------ |
| 1                | فيمال شاه [الإنجليزية] وعائلته | 60  | كينيا    | 1.6 مليار                     | معالجة الأغذية: (بيدكو أفريقيا [الإنجليزية])                 | 18                 |
| 2                | نوشاد ميرالي [الإنجليزية]      | 62  | كينيا    | 0.43 مليار                    | متنوع: (مجموعة سمير [الإنجليزية], إيرتيل كينيا [الإنجليزية]) |                    |

## 2012
| المرتبة في كينيا | اسم                       | عمر | المواطنة | صافي القيمة (بالدولار أمريكي) | مصادر الثروة                                                 | المرتبة في أفريقيا |
| ---------------- | ------------------------- | --- | -------- | ----------------------------- | ------------------------------------------------------------ | ------------------ |
| 1                | نوشاد ميرالي [الإنجليزية] | 61  | كينيا    | 0.41 مليار                    | متنوع: (مجموعة سمير [الإنجليزية], إيرتيل كينيا [الإنجليزية]) |                    |

## 2011
| المرتبة في كينيا | اسم                       | عمر | المواطنة | صافي القيمة (بالدولار أمريكي) | مصادر الثروة                                                       | المرتبة في أفريقيا |
| ---------------- | ------------------------- | --- | -------- | ----------------------------- | ------------------------------------------------------------------ | ------------------ |
| 1                | أوهورو كينياتا وعائلته    | 50  | كينيا    | 0.6 مليار                     | متنوع: (بروكسايد، NCBA, حيازات الأراضي وغيرها من الأعمال التجارية) | 26                 |
| 2                | كريس كيروبي [الإنجليزية]  | 71  | كينيا    | 0.3 مليار                     | متنوع: (العقارات, Capital FM، Centum وغيرها من الشركات)            | 31                 |
| 3                | نوشاد ميرالي [الإنجليزية] | 60  | كينيا    | 0.21 مليار                    | متنوع: (مجموعة سمير [الإنجليزية], إيرتيل كينيا [الإنجليزية])       | 33                 |